# Comuna Pișceane, Kremenciuk
Pișceane (în ucraineană Піщане) este o comună în raionul Kremenciuk, regiunea Poltava, Ucraina, formată din satele Kovalivka, Krîvuși și Pișceane (reședința).

## Demografie
Componența lingvistică a comunei Pișceane
     Ucraineană (95,06%)
     Rusă (4,74%)
     Alte limbi (0,1%)
Conform recensământului din 2001, majoritatea populației comunei Pișceane era vorbitoare de ucraineană (95,06%), existând în minoritate și vorbitori de rusă (4,74%).